# Uroptychus armatus
Uroptychus armatus är en kräftdjursart som först beskrevs av Alphonse Milne-Edwards 1880.  Uroptychus armatus ingår i släktet Uroptychus och familjen Chirostylidae. Inga underarter finns listade i Catalogue of Life.